# D-Mol
A D-mol egy montenegrói együttes, mely 2019-ben alakult Danijel Alibabić vezetésével.
A D-mol képviselte Montenegrót a 2019-es Eurovíziós Dalfesztiválon, Tel-Avivban, a Heaven című dallal.

## Diszkográfia
- 2019: Heaven

## Fordítás
Ez a szócikk részben vagy egészben  a   D-mol című holland Wikipédia-szócikk fordításán alapul.  Az eredeti cikk szerkesztőit annak laptörténete sorolja fel. Ez a jelzés csupán a megfogalmazás eredetét és a szerzői jogokat jelzi, nem szolgál a cikkben szereplő információk forrásmegjelöléseként.